# Hasune (métro de Tokyo)
Hasune (蓮根駅, Hasune-eki) est une station du métro de Tokyo sur la ligne Mita dans l'arrondissement d'Itabashi à Tokyo. Elle est exploitée par le Bureau des Transports de la Métropole de Tokyo (Toei).

## Situation sur le réseau
La station Hasune est située au point kilométrique (PK) 23,2 de la ligne Mita.

## Histoire
La station a été inaugurée le 27 décembre 1968.

## Services aux voyageurs

### Accès et accueil
La station est ouverte tous les jours.
En moyenne, 18 513 voyageurs ont fréquenté quotidiennement la station en 2015.

### Desserte
Ligne Mita :

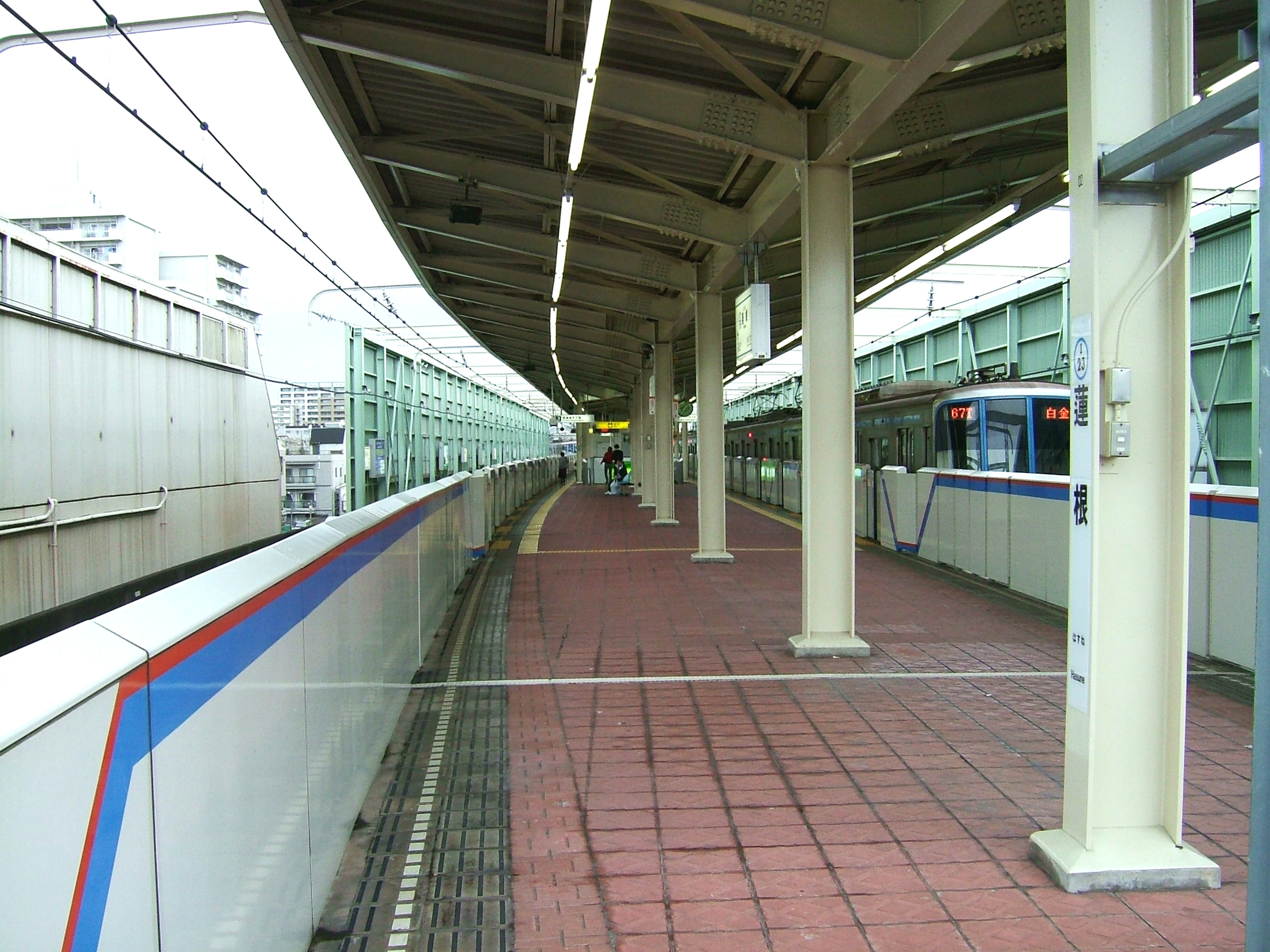
Les quais de la station.

- voie 1 : direction Meguro (interconnexion avec la ligne Tōkyū Meguro pour Hiyoshi)
- voie 2 : direction Nishi-Takashimadaira